# Blatné (jezero)
Blatné je malé jezírko v katastrálním území obce Ľubochňa v okrese Ružomberok na severním Slovensku. Nachází se v pohoří Velká Fatra v dolině Blatná, která je boční dolinou Ľubochnianské doliny v nadmořské výšce 782 m. Jeho rozloha kolísá v závislosti na srážkách mezi 0,01 ha a 1,55 ha. Maximální hloubka je 1,12 m. Vzniklo zahrazením údolí po mohutném skalním sesuvu.

## Vodní režim
Jezírkem protéká potok Blatná.

## Ochrana přírody
Jezero s okolím je chráněným územím od roku 1990 (PP Hradené jazero Blatné).